# Erarich
Erarich (†541) byl v průběhu pěti měsíců roku 541 králem Ostrogótů sídlících v první polovině 6. století v Itálii. Jediný historický důkaz o jeho životě pochází z pera byzantského historika a Erarichova současníka Prokopia z Kaisareie teprve z období, kdy získal panovnický titul.

## Životopis
Erarich pocházel z kmene Rugů, ve kterém za svůj život získal značný vliv. Rugové využili smrti předchozího krále Ildibady a nečekaně provolali králem Eraricha. Tato volba však nebyla pro většinu Ostrogótů přijatelná a veřejně mu vyčítali, že zmařil jejich velké plány, jelikož nechal usmrtit Ildibadu. Krátce po nástupu na trůn bylo Erarichovou hlavní snahou uzavřít mír s císařem Justiniánem. Po souhlasu velmožů proto vyslal poselstvo do Konstantinopole s návrhem, rozdělit Itálii mezi obě strany. Sever Apeninského poloostrova měl patřit Gótům, jih Římanům. Současně měl jeden z vyslanců, jménem Cavallarius, potají byzantskému císaři přednést návrh, jímž gótský panovník vyjádřil ochotu zříct se královského úřadu za titul patricia a značné peněžní sumy.
Gótové v Itálii však byli stále více nespokojeni s Erarichovou vládou a zároveň pochybovali o jeho schopnostech vést válku. Rozhodli se proto vyslat poselstvo do Tarvisu, kde byl velitelem velmož Totila, jehož měl národ velké úctě. Když byl Totilovi přednesen návrh, aby se králem stal on, souhlasil, avšak jedině pod podmínkou, že bude současný král zabit. Tento předpoklad nebyl Ostrogótům proti mysli a zanedlouho byl Erarich za neznámých okolností zavražděn.

#### Prameny
- PROKOPIOS Z KAISAREIE. Válka s Góty. Překlad Pavel Beneš. Praha: Odeon, 1985. 438 s.